# Ōtsu

Ōtsu (彦根市 Ōtsu-shi?) este un municipiu din Japonia, prefectura Shiga.